# Richard Hughes (futbolista)
Richard Daniel Hughes (nascut el 25 de juny de 1979 a Glasgow) és un exfutbolista professional escocès que jugava com a centrecampista defensiu; també podia jugar de volant esquerre o lateral esquerre.